# Tössegg
Koordinaten: 47° 33′ 4″ N, 8° 33′ 14″ O; CH1903: 683958 / 267294

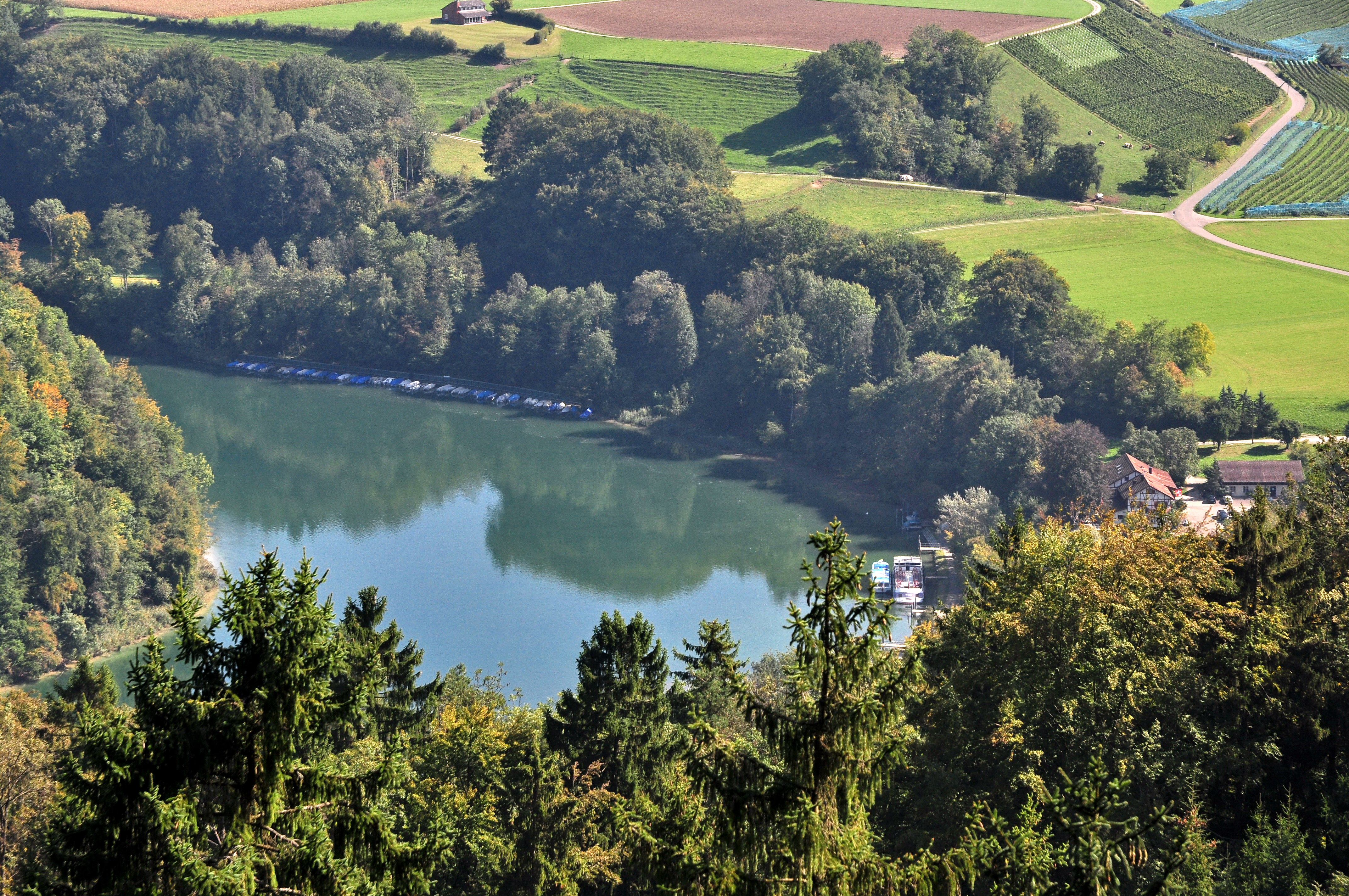
Tössegg, Ansicht vom Rhinsberg: links der Rhein, rechts die Töss.

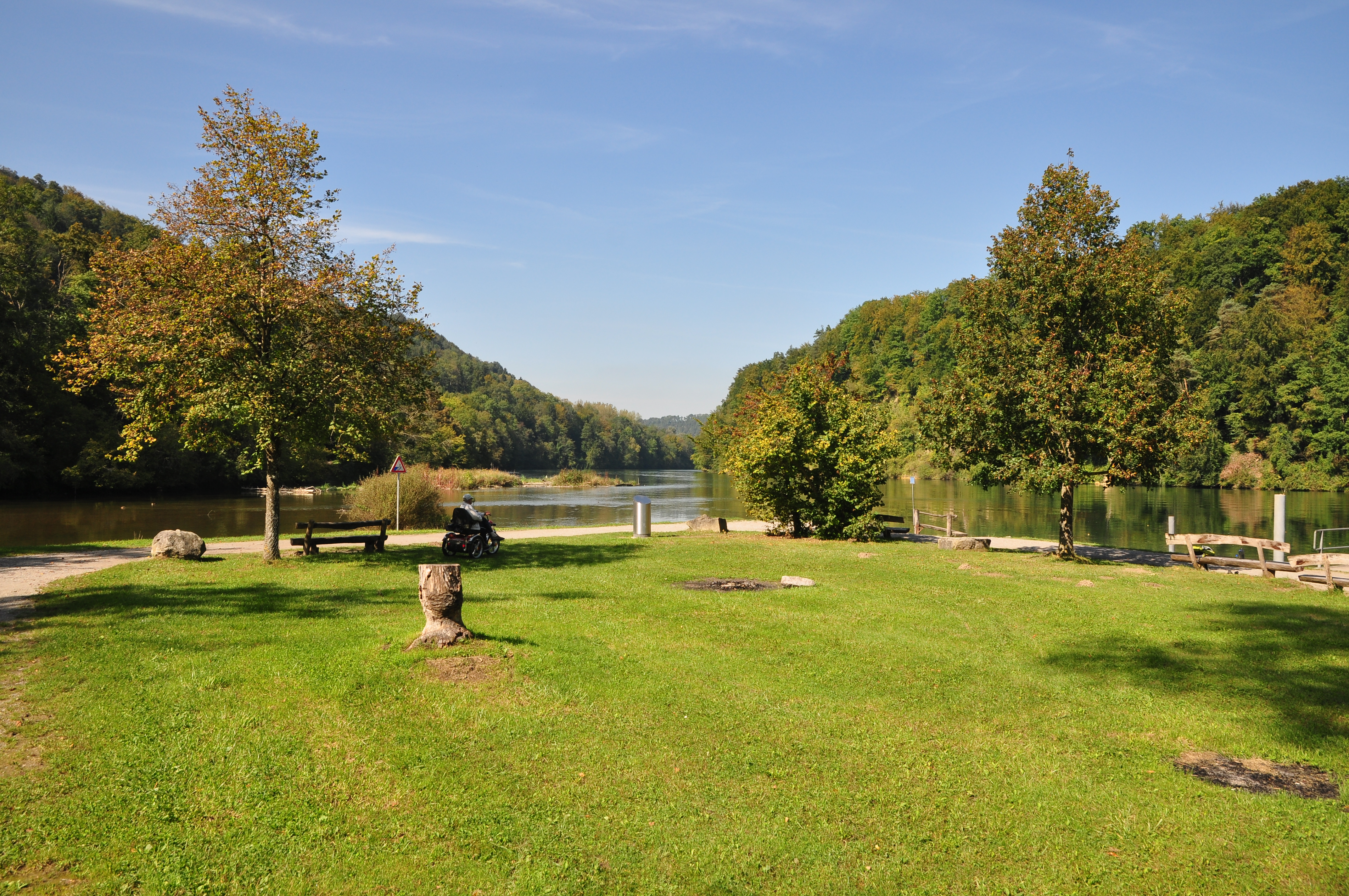

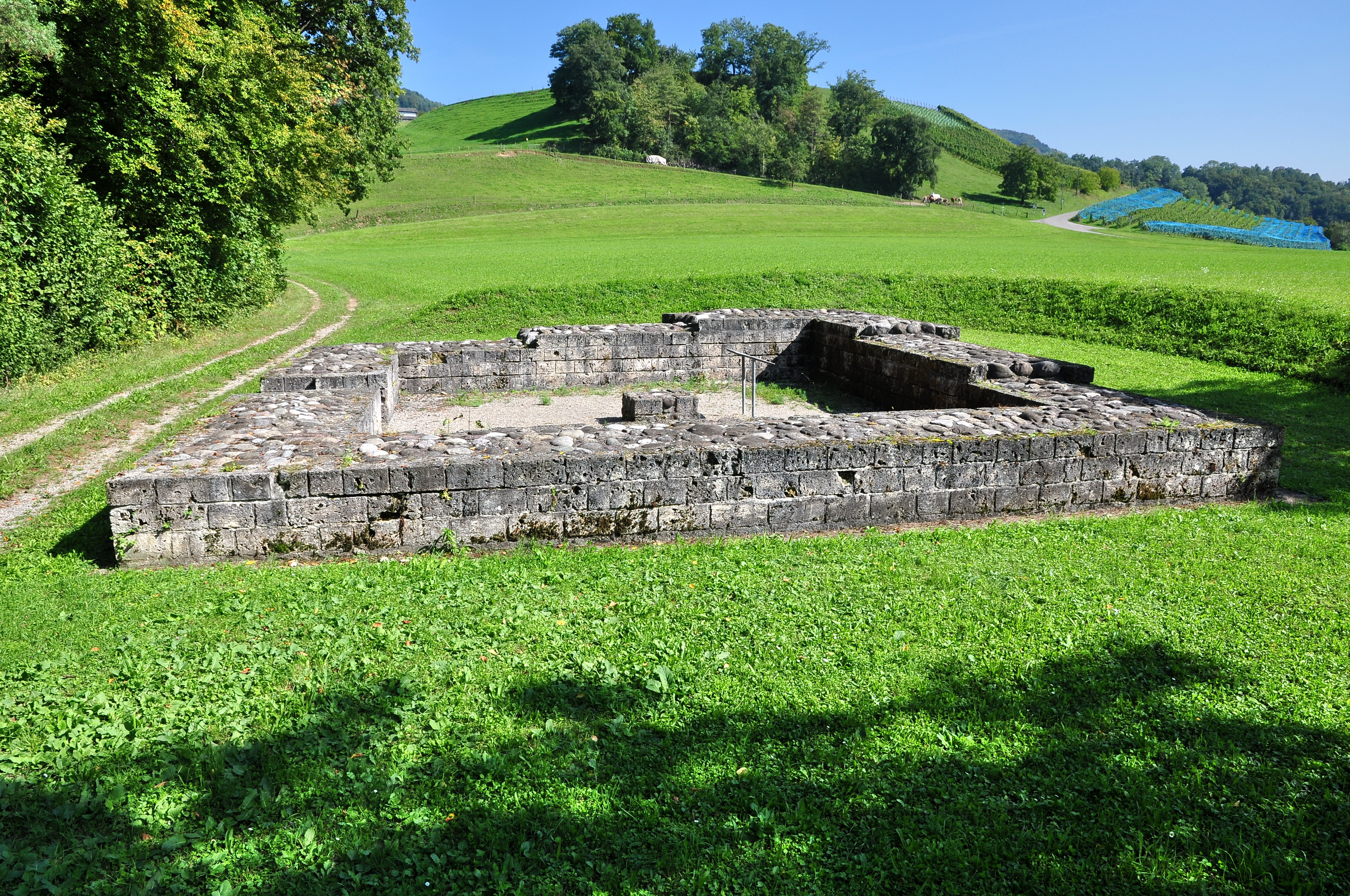
Ruinen des spätrömischen Wachtturms

Die Tössegg ist der Ort, wo die Töss in den Rhein einmündet. Sie gehört zur Gemeinde Freienstein-Teufen und liegt im Norden des Kantons Zürich auf einer Höhe von 346 m ü. M. Hier biegt der von Nordosten fliessende Rhein gegen Nordwesten ab. 
Bei der Tössegg grenzen die vier Gemeinden Buchberg, Eglisau, Rorbas und Freienstein-Teufen sowie die Kantone Schaffhausen und Zürich aneinander.
Die Tössegg liegt zwischen den Hügelzügen Irchel, Dättenberg und Rhinsberg. Als naturnaher Ort mit Badegelegenheiten, Grillstellen, Restaurant und Schiffsverbindung zum Rheinfall dient er als Ausflugsziel. Südöstlich oberhalb des Tössegg liegen die Ruinen eines römischen Wachtturms.
Von der Tössegg nach Rüdlingen führt der WWF-Biberpfad. Diese Wanderung lässt sich mit einer Schifffahrt auf dem Rhein kombinieren.
Eine Fähre verbindet die Tössegg mit dem gegenüberliegenden Rheinufer.